# Шолудивник кільчастий
{{#ifeq:0|0|{{#if:Pedicularis verticillata|{{#if:|[[]}}|[[]]}}}}
Шолудивник кільчастий (Pedicularis verticillata) — вид квіткових рослин родини вовчкових (Orobanchaceae).

## Біоморфологічна характеристика
Це багаторічна рослина заввишки (5)10–30(35) см. Коріння ± веретеноподібне. Стебла від 1 до більше 7, центральні прямовисні, зовнішні висхідні, з 4 лініями волосків. Стеблові листки по 4 у кільці, майже сидячі чи на коротких ніжках; прикореневі на довгих ніжках, з пластинкою 2–7 см завдовжки. Суцвіття китицеподібні, зазвичай щільні. Чашечка зазвичай червона, яйцеподібна, ≈ 6 мм. Віночок фіолетово-пурпуровий, в 3 рази довше чашечки, 14–20 мм завдовжки. Коробочка ланцетоподібна, 13–16 мм завдовжки. Насіння ≈ 1.8 мм.

## Поширення
Європа, Азія, Аляска, схід Канади.
В Україні вид росте на гірських луках та скелях — у високогір'ях Карпат, часто.